# Gorzegno
Gorzegno é uma comuna italiana da região do Piemonte, província de Cuneo, com cerca de 392 habitantes. Estende-se por uma área de 13 km², tendo uma densidade populacional de 30 hab/km². Faz fronteira com Feisoglio, Levice, Mombarcaro, Niella Belbo, Prunetto.

## Demografia
| Variação demográfica do município entre 1861 e 2011                               |
|                                                                                   |
| Fonte: Istituto Nazionale di Statistica (ISTAT) - Elaboração gráfica da Wikipedia |